# Перри, Тайлер
Тайлер Перри (англ. Tyler Perry, род. 13 сентября 1969) — американский актёр, режиссёр, драматург, предприниматель, сценарист, продюсер и писатель. В 2011 году журнал Forbes назвал его самым богатым мужчиной в сфере массовых развлечений, с доходом в размере 130 миллионов долларов в период с мая 2010 года по май 2011 года.
С 2006 года — основатель и владелец собственной киностудии Tyler Perry Studios, на которой выпускает свои фильмы и телевизионные сериалы.
В 2014 году его подруга, модель Гелила Бекеле, родила ему сына Амана.

## Фильмография
| Год       |    | Русское название                  | Оригинальное название                            | Роль                                                     |
| --------- | -- | --------------------------------- | ------------------------------------------------ | -------------------------------------------------------- |
| 2005      | ф  | Дневник безумной чёрной женщины   | Diary of a Mad Black Woman                       | Мэдея/Брайан/Джо / а также продюсер, сценарист           |
| 2006      | ф  | Воссоединение семьи Мэдеи         | Madea's Family Reunion                           | Мэдея/Брайан/Джо / а также режиссёр, продюсер, сценарист |
| 2006—2012 | с  | Дом семейства Пэйн                | House of Payne                                   | Мэдея / а также режиссёр, продюсер, сценарист            |
| 2007      | ф  | Папина дочка                      | Daddy's Little Girls                             | режиссёр, продюсер, сценарист                            |
| 2007      | ф  | Зачем мы женимся?                 | Why Did I Get Married?                           | Терри Боб / а также режиссёр, продюсер, сценарист        |
| 2008      | ф  | Знакомство с Браунами             | Meet the Browns                                  | Мэдея/Джо / а также режиссёр, продюсер, сценарист        |
| 2008—2011 | с  | Знакомство с Браунами             | Meet the Browns                                  | режиссёр, продюсер, сценарист                            |
| 2008      | ф  | Семья охотников                   | The Family That Preys                            | Бен / а также режиссёр, продюсер, сценарист              |
| 2009      | ф  | Мэдея в тюрьме                    | Madea Goes to Jail                               | Мэдея/Брайан/Джо / а также режиссёр, продюсер, сценарист |
| 2009      | ф  | Звёздный путь                     | Star Trek                                        | адмирал Ричард Барнетт                                   |
| 2009      | ф  | Мои собственные ошибки            | I Can Do Bad All By Myself                       | Мэдея/Джо / а также режиссёр, продюсер, сценарист        |
| 2009      | ф  | Сокровище                         | Precious                                         | продюсер                                                 |
| 2010      | ф  | Зачем мы женимся снова?           | Why Did I Get Married Too?                       | Терри Боб / а также режиссёр, продюсер, сценарист        |
| 2010      | ф  | Песни о любви                     | For Colored Girls                                | режиссёр, продюсер, сценарист                            |
| 2011      | ф  | Большая счастливая семья Мэдеи    | Madea's Big Happy Family                         | Мэдея/Джо / а также режиссёр, продюсер, сценарист        |
| 2011—-    | с  | Хорошо это или плохо              | For Better or Worse                              | режиссёр, продюсер, сценарист                            |
| 2012      | ф  | Хорошие поступки                  | Good Deeds                                       | Уэсли Дидс / а также режиссёр, продюсер, сценарист       |
| 2012      | ф  | Программа защиты свидетелей Мэдеи | Madea's Witness Protection                       | Мэдея/Брайан/Джо / а также режиссёр, продюсер, сценарист |
| 2012      | ф  | Я, Алекс Кросс                    | Alex Cross                                       | Алекс Кросс                                              |
| 2013      | ф  | Семейный консультант              | Temptation: Confessions of a Marriage Counselor  | режиссёр, продюсер, сценарист                            |
| 2013      | ф  | Мы — семья Пиплз                  | Peeples                                          | продюсер                                                 |
| 2013—-    | с  | Имущие и неимущие                 | The Haves and the Have Nots                      | режиссёр, продюсер, сценарист                            |
| 2013—-    | с  | Возлюби ближнего своего           | Love Thy Neighbor                                | Мэдея / а также режиссёр, продюсер, сценарист            |
| 2013      | ф  | Рождество Мэдеи                   | A Madea Christmas                                | Мэдея/Джо / а также режиссёр, продюсер, сценарист        |
| 2014      | ф  | Клуб одиноких мам                 | Single Moms Club                                 | а также режиссёр, продюсер, сценарист                    |
| 2014      | ф  | Исчезнувшая                       | Gone Girl                                        | Таннер Болт                                              |
| 2016      | ф  | Черепашки-ниндзя 2                | Teenage Mutant Ninja Turtles: Out of the Shadows | Бакстер Стокман                                          |
| 2016      | ф  | Разум в огне                      | Brain on Fire                                    | Ричард                                                   |
| 2016      | ф  |                                   | Boo! A Madea Halloween                           | Madea / Joe / Brian                                      |
| 2017      | ф  |                                   | Boo 2! A Madea Halloween                         | Madea / Joe / Brian                                      |
| 2018      | ф  | Власть                            | Vice                                             | Колин Пауэлл                                             |
| 2018      | ф  | Раздражительность                 | Acrimony                                         |                                                          |
| 2018      | ф  |                                   | Nobody's Fool                                    |                                                          |
| 2019      | ф  |                                   | Tyler Perry's A Madea Family Funeral             | Madea / Joe / Brian / Heathrow                           |
| 2021      | мф | Щенячий патруль в кино            | PAW Patrol: The Movie                            | Гас (водитель грузовика)                                 |